# Guglielmo di Montfort-sur-Risle
Guglielmo di Montfort-sur-Risle, (Willelmus) (Montfort-sur-Risle, 1054 circa – Le Bec-Hellouin, 16 aprile 1124), è stato un religioso e abate francese.

## Biografia
Guglielmo nacque verso il 1054 nel castello di Montfort-sur-Risle, da Thurstin e da Aubrée, figlia di Dunelme e sorella di Roger de Beaumont.
Monaco benedettino presso l'Abbazia di Notre-Dame du Bec, fece la sua professione di fede all'età di 24 anni sotto l'abate Anselmo d'Aosta. Divenne priore della Collegiale di Notre-Dame de Poissy.
Anselmo lo designò come suo successore ed egli fu eletto a capo dell'Abbazia del Bec il 15 agosto 1093. Fu condotto davanti a Roberto II di Normandia a Rouen che gli affidò l'abbazia. Tornò al Bec il 23 ottobre 1093 e ricevette la benedizione dell'arcivescovo di Rouen, Guillaume Bonne-Âme, il 10 agosto 1094.
Il 31 dicembre 1099 assistette alla dedicazione dell'altare del transetto nord dell'Abbazia di Sant'Ebrulfo. Egli accolse nel 1107 Turoldo di Brémoy, vescovo di Bayeux, dimessosi per diventare monaco al Bec. Fu presente nel 1118 al concilio di Rouen.
Enrico I confermò i beni dell'abbazia e dei suoi priorati.
Guglielmo si ammalò nel 1122. Riccardo, abate di Préaux, gli fece visita nel marzo del 1124 e l'assistette fino alla morte. Il priore Bosone gli amministrò gli ultimi sacramenti. Fu visitato sul letto di morte da Enrico I. Morì il 16 aprile 1124. I suoi funerali furono presidiati dal vescovo di Lisieux Giovanni I e la sua salma fu tumulata nella sala capitolare, a destra di Erluino, fondatore dell'abbazia.